# Fipronil
Fipronil is een insecticide en acaricide uit de groep van de fenylpyrazolen. Het werd in 1987 ontwikkeld door Rhône-Poulenc en voor het eerst op de markt gebracht in 1993. In 2002 verkocht Aventis (de fusie van Rhône-Poulenc met Hoechst) het aan Bayer, die op haar beurt de rechten op het product in 2003 aan BASF verkocht.

## Werking
Fipronil verstoort de werking van het GABA-complex en het transport van chloride-ionen in insecten en teken. Dit veroorzaakt een dodelijke hyperstimulatie bij deze dieren.
De inhibitie van het GABA-complex gebeurt alleen bij ongewervelde dieren, en dus mogelijk ook bij bijen. In Frankrijk werden in 2004 producten op basis van fipronil uit de handel genomen, omdat de stof ervan verdacht werd de oorzaak te zijn van een verhoogde sterfte onder bijen.
Fipronil wordt door de Wereldgezondheidsorganisatie (WHO) geclassificeerd als een 'Class II moderately hazardous pesticide', en heeft een rat acute oral LD50 van 97 mg/kg. Voor de mens is fipronil ingedeeld als matig toxisch. Het is een licht irriterende stof: blootstelling kan leiden tot schade aan nier, lever of schildklier. Echter, door de Amerikaanse Environment Protection Agency (EPA) werd het in 2011 geclassificeerd als mogelijk kankerverwekkend. Dit is gebaseerd op onderzoek dat is uitgevoerd met ratten. Zowel mannetjes- als vrouwtjesratten bleken bij blootstelling aan fipronil vaker schildklierkanker te krijgen dan ratten die niet waren blootgesteld.
Bij de mens vindt nauwelijks opname plaats via de huid.
Bij kippen zijn de belangrijkste metabolieten het fipronil-sulfon, fipronil-sulfid en fipronil-desulfinyl. Fipronil-sulfon is waarschijnlijk schadelijker dan fipronil zelf. De omzettingstijd van fipronil in de kip is circa 8 dagen. De stof zit voor meer dan 90% in de eidooier, omdat de stof vetoplosbaar is.

## Stabiliteit
De gehaltes Fipronil in een stal kunnen worden verminderd (nog geen officiële methode) door een behandeling van achtereenvolgens gedurende 2 uur met 5% soda en daarna een oplossing van 15% waterstofperoxide.

## Toepassingen
Fipronil is een actief bestanddeel in diergeneeskundige producten met de merknamen: Effipro (Virbac), Flea Free spot on, Flea Free huidspray (Exil) en Frontline (Merial). Fipronil werkt tegen vlooien, mijten en teken bij honden en katten. Fipronil wordt ook gebruikt in een bestrijdingsmiddel tegen mieren (merknaam KB Mieren SG, erkend in België), dat op de mierennesten moet worden toegepast.
Bij plantenbescherming wordt het aangewend als insecticide voor gebruik als zaadbehandelingsmiddel bij zonnebloemen en maïs, onder de merknaam Regent 500FS. In de Verenigde Staten wordt het ook gebruikt voor de bescherming van hout tegen termieten (merknaam: Termidor).

## Afleverstatus Nederland
Op 4 oktober 2017 oordeelde in hoger beroep het College van Beroep voor het bedrijfsleven dat een fipronil bevattend diergeneesmiddel, Tick Off Pro, alleen op recept van een dierenarts door een apotheek mag worden afgeleverd.

## Erkenningen
De EFSA (European Food Safety Authority) heeft fipronil geëvalueerd voor het gebruik als insecticide in zaadbehandelingsmiddelen. Op basis van de conclusies van deze evaluatie heeft de Europese Commissie fipronil opgenomen in de lijst van toegelaten werkzame stoffen voor een periode van tien jaar eindigend op 30 september 2017. Hierbij zijn wel een aantal beperkende voorwaarden van kracht ter bescherming van mens en milieu. Ook moet de kennisgever (BASF) bijkomende studies aanleveren over de risico's van fipronil voor zaadetende vogels en zoogdieren en voor bijen.
Uit een peer review studie van mei 2013, die evenwel niet door iedereen wordt gedeeld, bleek dat zaden die met fipronil behandeld zijn een hoog risico inhouden voor bijen. De Europese Commissie heeft daarom in augustus 2013 een gedeeltelijk moratorium voor een periode van twee jaar ingevoerd. Zaden die met een fipronil bevattend gewasbeschermingsmiddel zijn behandeld mogen niet worden gebruikt of in de handel gebracht. Uitzonderingen zijn zaden die in kassen worden gezaaid en zaden van prei, ui, sjalot en koolsoorten die op het veld gezaaid worden maar vóór de bloei worden geoogst.

## Fipronilcontaminatie van eieren
In de zomer van 2017 ontstond een internationaal schandaal toen bleek dat het door de Europese Unie voor de voedingssector verboden fipronil werd aangetroffen in eieren die afkomstig waren van Nederlandse, Belgische, Franse en Duitse legkippenhouderijen. Het acaricide was in de voedselketen terechtgekomen nadat het Nederlandse stalreinigingsbedrijf Chickfriend het middel illegaal in Nederland had gebruikt bij de bestrijding van bloedluis in de pluimveesector. Het feit dat deze ook voor mensen toxische stof niet systematisch door de Belgische en Nederlandse controleorganen werd opgespoord maar pas na een eigen interne controle door een Belgisch pluimveebedrijf werd ontdekt, lokte verontwaardiging uit. De laattijdige, gebrekkige en tegenstrijdige communicatie van zowel het Belgische Federaal Agentschap voor de Veiligheid van de Voedselketen (FAVV) als de Nederlandse Voedsel- en Warenautoriteit (NVWA) zorgden voor verwarring en onrust bij politici, consumenten(organisaties) en pluimveehouders.
De onduidelijkheid had onder meer te maken met de vraag welke regelgeving van toepassing was en aan de hand van welke parameters de bemonsterde eieren dienden te worden gecontroleerd om de risico’s voor de volksgezondheid in te schatten.
Volgens de NVWA zijn er drie relevante normen voor fipronil in eieren en eierproducten:
- Op basis van de Europese pesticiderichtlijn (91/414/EEG) van 15 juli 1991 zoals gewijzigd door de verordeningen nr. 396/2005 van 23 februari 2005 en verordening nr. 1127/2014 van 20 oktober 2014 geldt sinds 1 januari 2017 de ‘’maximale residulimiet’’ (MRL) van fipronil 0,005 mg/kg eieren.[23] Zodra een lot eieren deze productnorm overschrijdt moeten deze eieren onmiddellijk uit de handel worden gehaald en vernietigd. Daarnaast legt de Europese Autoriteit voor Voedselveiligheid (EFSA) nog twee toxicologische (gezondheidskundige) grenswaarden op:[24]
- De ‘’acute referentiedosis’’ (ARfD) verwijst naar de maximale dagelijkse consumptie zonder merkbare gezondheidsrisico’s : deze bedraagt 0,009 mg fipronil per kilogram lichaamsgewicht van de consument.
- De ‘’aanvaardbare dagelijkse inname’’ (ADI) betreft de maximale ‘’levenslange’’ dagelijkse consumptie: deze bedraagt 0,0002 mg per kilogram lichaamsgewicht.

## Bijensterfte
Al heel lang zijn er berichten over de extreem toxische werking van de stof op het leven van bijen. Op 6 oktober 2016 was er een melding uit Molenschot. Op 4 oktober 2019 kwam er wederom een melding uit Biezenmortel De Nederlandse rijksoverheid bracht op 21 juni 2019 een historisch rapport uit over de bijensterfte en de rol van en het verbod op enkele neonicotinoïden.